# 王稼
王稼（1622年—1654年），明末清初崑劇演員。
又名王紫稼，原名稼，字紫稼，亦作子嘉，子，長洲人。
工旦，精於歌舞彈唱，善作新聲，所演《會真記》紅娘，時人稱絕，崇禎十年（1637）時曾在進士徐家二株園演出，與清初江左三大家錢牧齋、龔鼎孳、吳梅村都有交往。清順治八年（1651）王紫稼隨龔鼎孳北遊京師，錢牧齋作十四絕句贈別，龔亦有“玉喉幾許驪珠轉，博得虞山絕妙辭”的和韻之作。順治十一年秋，吳梅村在京師重遇紫稼，作《王郎曲》，有“王郎十五吳趨坊，覆額青絲自皙長。…… 王郎水調歌緩緩，新鶯嘹嚦花枝暖。
…… 王郎三十長安城，……瞳神剪水清如玉。五陵俠少豪華子，甘心欲為王郎死。寧失尚書期，恐見王郎遲；寧犯金吾夜，難得王郎暇。
坐中莫禁狂呼客，王郎一聲聲頓息”等記述。稍後的尤侗《艮齋雜說》亦記：“予幼所見王紫稼，妖艷絕世，舉國趨之若狂。年已三十，遊於長安，諸貴人猶惑之。吳梅村作《王郎曲》，而龔鼎孳复題贈云云，其傾靡可知矣。”
王紫稼於清順治十一年左右南歸，被御史李森先以縱淫不法罪，重杖，立枷死。
婁東無名氏《研堂見聞雜記》記其始末略云：“優人工子，善為新聲，人皆愛之。其始不過供宴劇，而其後則諸豪胥姦吏，席間非子不歡，縉紳貴人，皆倒屣迎，出入必肩輿。後棄業不為，以夤緣關說，刺人譏事，為諸豪胥耳目腹心，遨遊當世，儼然名公矣！一旦走京師，通輦下諸君。後旋裡，揚揚如舊。其所污婦女，所受饋遺，不可勝記。坐間談及子無不咋舌，李公廉得之，杖數十，肉潰爛，乃押赴閻門立枷，頃刻死。”